# Sandro França Varejão
Sandro França Varejão (San Paolo, 9 aprile 1972) è un ex cestista brasiliano.
È il fratello di Anderson Varejão.

## Carriera
Con il Brasile ha disputato due edizioni dei Campionati mondiali (1998, 2002) e tre dei Campionati americani (1997, 1999, 2001).